# Polisot
Polisot est une commune française, située dans le département de l'Aube en région Grand Est.

## Géographie
|             | Bar-sur-Seine |                  |
| Villemorien | Polisot       | Celles-sur-Ource |
| Arrelles    | Polisy        |                  |

### Hydrographie
La commune est dans la région hydrographique « la Seine de sa source au confluent de l'Oise (exclu) » au sein du bassin Seine-Normandie. Elle est drainée par la Seine,.
Les caractéristiques hydrologiques de la Seine sont données par la station hydrologique la plus proche, située sur la commune voisine de Bar-sur-Seine. Le débit moyen mensuel est de 24 m3/s. Le débit moyen journalier maximum est de 315 m3/s, atteint lors de la crue du 17 janvier 1955. Le débit instantané maximal est quant à lui de 285 m3/s, atteint le 25 janvier 2018.

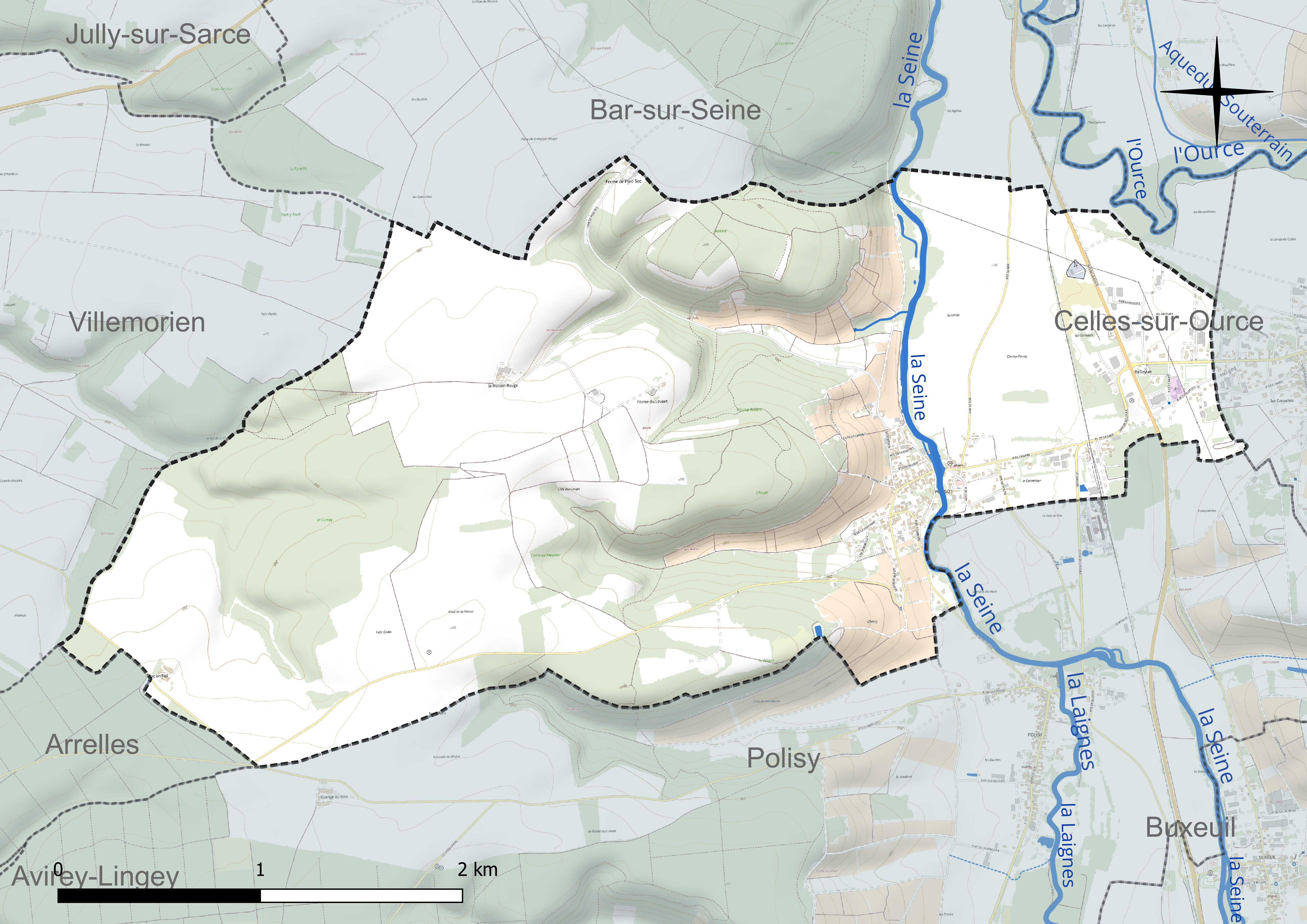
Réseau hydrographique de Polisot.

### Climat
Pour des articles plus généraux, voir Climat du Grand Est et Climat de l'Aube.
En 2010, le climat de la commune est de type climat des marges montargnardes, selon une étude du Centre national de la recherche scientifique s'appuyant sur une série de données couvrant la période 1971-2000. En 2020, Météo-France publie une typologie des climats de la France métropolitaine dans laquelle la commune est exposée à un climat océanique altéré et est dans la région climatique Lorraine, plateau de Langres, Morvan, caractérisée par un hiver rude (1,5 °C), des vents modérés et des brouillards fréquents en automne et hiver.
Pour la période 1971-2000, la température annuelle moyenne est de 10,5 °C, avec une amplitude thermique annuelle de 15,7 °C. Le cumul annuel moyen de précipitations est de 777 mm, avec 12,7 jours de précipitations en janvier et 8,2 jours en juillet. Pour la période 1991-2020, la température moyenne annuelle observée sur la station météorologique de Météo-France la plus proche, « Celles-sur-ource », sur la commune de Celles-sur-Ource à 2 km à vol d'oiseau, est de 11,4 °C et le cumul annuel moyen de précipitations est de 747,2 mm. 
La température maximale relevée sur cette station est de 40,6 °C, atteinte le 25 juillet 2019 ; la température minimale est de −15 °C, atteinte le 1er mars 2005,,.
Les paramètres climatiques de la commune ont été estimés pour le milieu du siècle (2041-2070) selon différents scénarios d'émission de gaz à effet de serre à partir des nouvelles projections climatiques de référence DRIAS-2020. Ils sont consultables sur un site dédié publié par Météo-France en novembre 2022.

## Urbanisme

### Typologie
Au 1er janvier 2024, Polisot est catégorisée commune rurale à habitat dispersé, selon la nouvelle grille communale de densité à 7 niveaux définie par l'Insee en 2022.
Elle est située hors unité urbaine. Par ailleurs la commune fait partie de l'aire d'attraction de Bar-sur-Seine, dont elle est une commune de la couronne,. Cette aire, qui regroupe 7 communes, est catégorisée dans les aires de moins de 50 000 habitants,.

### Occupation des sols
L'occupation des sols de la commune, telle qu'elle ressort de la base de données européenne d’occupation biophysique des sols Corine Land Cover (CLC), est marquée par l'importance des territoires agricoles (57,5 % en 2018), une proportion sensiblement équivalente à celle de 1990 (58,3 %). La répartition détaillée en 2018 est la suivante : 
terres arables (44 %), forêts (33 %), cultures permanentes (8,4 %), zones urbanisées (6,7 %), zones agricoles hétérogènes (5,1 %), milieux à végétation arbustive et/ou herbacée (2,8 %). L'évolution de l’occupation des sols de la commune et de ses infrastructures peut être observée sur les différentes représentations cartographiques du territoire : la carte de Cassini (XVIIIe siècle), la carte d'état-major (1820-1866) et les cartes ou photos aériennes de l'IGN pour la période actuelle (1950 à aujourd'hui).

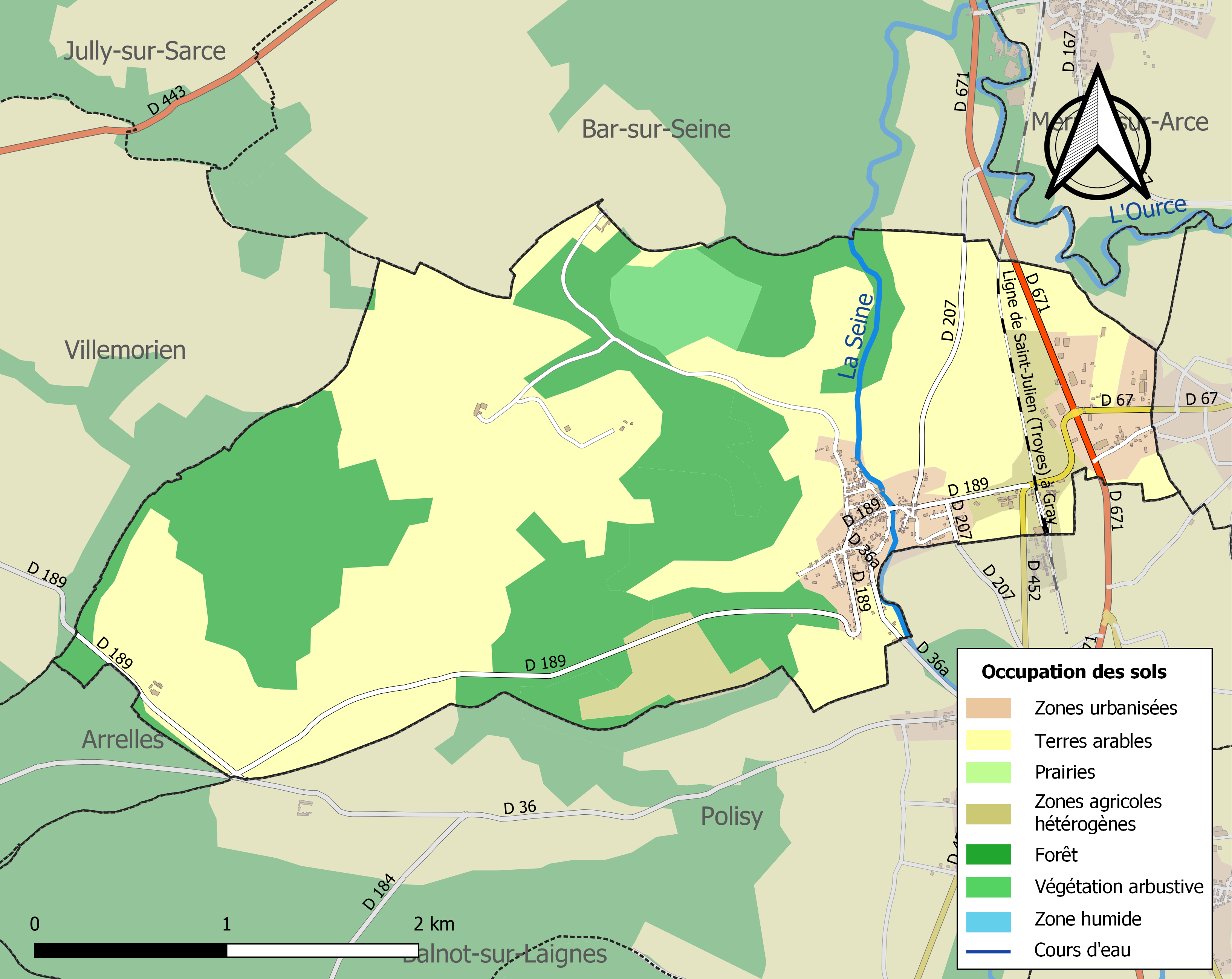
Carte des infrastructures et de l'occupation des sols de la commune en 2018 (CLC).

## Histoire
Il existait des moulins : le moulin de la Besace et le moulin Buton. Ce dernier était au lieu éponyme et appartenait aux seigneurs de Polisy. En 1544 il était loué par Jean Bouchard puis repris par Nicolas son fils. Ensuite plusieurs personnes sont cités papetiers à Polisot sans qu'il soit possible de dire qu'ils exploitent la moulin : Solene Champeigne, Jean Rasle Edme Pourille ce dernier vendait, en 1625 des rames au libraire Noël Landreau à Troyes. Marie de Choiseul louait, en 1674, deux moulins à blé et un à foulon à Jean Joly, charpentier à Bar-sur-Seine. La même année Guillaume Passenesse et Antoine Febver commercent du papier fabriqué au moulin de Polisot.

### Histoire ferroviaire de la commune
|  |  |  |

|  |  |

Polisot a été un important carrefour de lignes de chemin de fer:
- d'abord, à partir de 1874 jusqu'en 1969,  avec la ligne de chemin de fer de Troyes à Gray
- puis, à partir de 1901 jusqu'en 1952, avec la Ligne de Polisot aux Riceys et à Cunfin.

La ligne de chemin de fer de Troyes à Gray

De 1882 au 2 mars 1969, la commune  a été traversée par la ligne de chemin de fer de Troyes à Gray, qui, venant du nord-est de la gare de Bar-sur-Seine, passait à l'est et se dirigeait ensuite vers la gare de Gyé-sur-Seine.
 
L'horaire ci-dessus montre qu'en 1914, 4 trains s'arrêtaient chaque jour à la gare de polisot  dans le sens Troyes-Gray et 4 autres dans l'autre sens.

À une époque où le chemin de fer était le moyen de déplacement le plus pratique, cette ligne connaissait un important trafic de passagers et de marchandises. 
	
À partir de 1950, avec l'amélioration des routes et le développement du transport automobile, le trafic ferroviaire a périclité et la ligne a été fermée le 2 mars 1969 au trafic voyageurs puis désaffectée.
La Ligne de Polisot aux Riceys et à Cunfin

Cette ligne à voie métrique a fonctionné de 1897 à 1952. Venant de Polisy, au sud, elle longeait les voies de la ligne de chemin de fer de Troyes à Gray et se dirigeait ensuite vers Celles-sur-Ource.

La ligne a été fermée en 1952.

 Les deux gares de Polisot
Polisot  a eu la particularité de posséder deux gares qui se faisaient face:
- l'une, construite en 1868 par la Compagnie des chemins de fer de l'Est
- l'autre par la Compagnie des chemins de fer départementaux de l'Aube

Comme le montrent les cartes postales ci-dessus, les deux gares étaient séparées par une barrière; l'écartement des rails n'étant  les mêmes pour chaque ligne (1,435 m pour la voie normale et 1 m pour la voie métrique), les marchandises devaient être déchargées en gare de Polisot pour changer de ligne.

## Politique et administration
| Période                                  | Période  | Identité                     | Étiquette | Qualité     |
| ---------------------------------------- | -------- | ---------------------------- | --------- | ----------- |
| 1854                                     | 1858     | Nicolas Piollot              |           |             |
| 1858                                     | 1860     | Henri Victor Dieudonné Denis |           |             |
| mars 2001                                | 2008     | Jacques Marchal              |           |             |
| mai 2008                                 | 2014     | Gérard Guenin                |           |             |
| 2014                                     | En cours | Philippe Lacaille            | DVD       | Agriculteur |
| Les données manquantes sont à compléter. |          |                              |           |             |

## Démographie
L'évolution du nombre d'habitants est connue à travers les recensements de la population effectués dans la commune depuis 1793. Pour les communes de moins de 10 000 habitants, une enquête de recensement portant sur toute la population est réalisée tous les cinq ans, les populations de référence des années intermédiaires étant quant à elles estimées par interpolation ou extrapolation. Pour la commune, le premier recensement exhaustif entrant dans le cadre du nouveau dispositif a été réalisé en 2007.

En 2022, la commune comptait 322 habitants, en évolution de −1,23 % par rapport à 2016 (Aube : +0,7 %, France hors Mayotte : +2,11 %).
| 1793 | 1800 | 1806 | 1821 | 1831 | 1836 | 1841 | 1846 | 1851 |
| ---- | ---- | ---- | ---- | ---- | ---- | ---- | ---- | ---- |
| 526  | 503  | 512  | 541  | 508  | 460  | 494  | 520  | 555  |

| 1856 | 1861 | 1866 | 1872 | 1876 | 1881 | 1886 | 1891 | 1896 |
| ---- | ---- | ---- | ---- | ---- | ---- | ---- | ---- | ---- |
| 485  | 454  | 444  | 486  | 447  | 471  | 422  | 403  | 383  |

| 1901 | 1906 | 1911 | 1921 | 1926 | 1931 | 1936 | 1946 | 1954 |
| ---- | ---- | ---- | ---- | ---- | ---- | ---- | ---- | ---- |
| 392  | 384  | 370  | 283  | 277  | 280  | 295  | 275  | 292  |

| 1962 | 1968 | 1975 | 1982 | 1990 | 1999 | 2006 | 2007 | 2012 |
| ---- | ---- | ---- | ---- | ---- | ---- | ---- | ---- | ---- |
| 286  | 295  | 336  | 285  | 304  | 306  | 331  | 334  | 328  |

| 2017 | 2022 | - | - | - | - | - | - | - |
| ---- | ---- | - | - | - | - | - | - | - |
| 326  | 322  | - | - | - | - | - | - | - |

## Lieux et monuments
- Église Saint-Denis de Polisot.

## Héraldique
| Blason de Polisot | Blason  | D'azur à la bande d'argent chargée de trois fois deux fousseux [houes de vigneron] passés en sautoirs, l'axe à plomb, accompagnée de deux roues de moulin d'or. Devise / CriEn avant vignerons ! |
| Blason de Polisot | Détails | Creation : S. Cartaxo et A; Baudin. Adopté le 28 mai 2024. |